# Bouli (Gaoua)
Pour les articles homonymes, voir Bouli.
Bouli, également appelé Holly, est une commune rurale située dans le département de Gaoua de la province du Poni dans la région Sud-Ouest au Burkina Faso.

## Géographie
Bouli est situé à environ 10 km au sud-ouest du centre de Gaoua, le chef-lieu du département, et à 3 km à l'ouest de la route nationale 12.

## Santé et éducation
Bouli accueille un centre de santé et de promotion sociale (CSPS) tandis que le centre hospitalier régional (CHR) de la province se trouve à Gaoua.